# Кубанохоерусы
Кубанохоерусы (лат. Kubanochoerus) — род вымерших крупных длинноногих млекопитающих из семейства свиней. Обитали на территории Евразии и Африки в эпоху раннего и среднего миоцена (25—10 млн лет назад).

## Описание

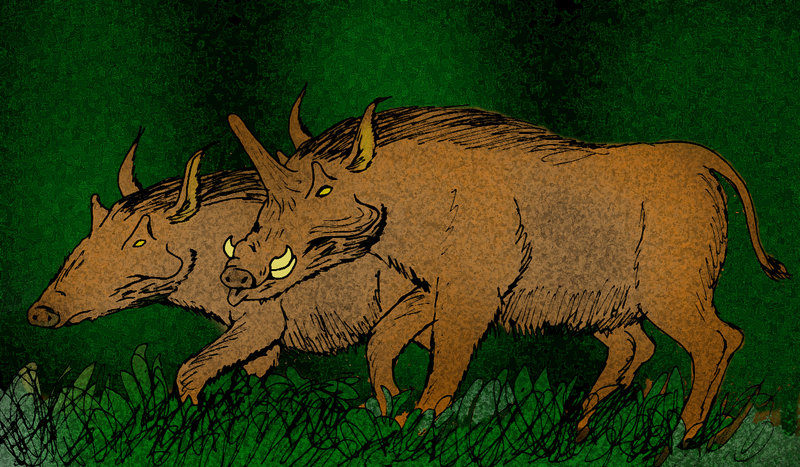
Реконструкция Kubanochoerus gigas

Крупнейшим видом кубанохоерусов был Kubanochoerus gigas. Он достигал 1,2 метра в высоту и вероятно мог весить до 500 кг. Головы этих свиней легко узнаваемы по небольшим рогообразным выступам над глазницами и по крупному рогу, растущему на лбу у самцов кубанохоеруса. Предназначение этого рога точно не известно. Предполагается, что он мог использоваться для борьбы с другими самцами. По другой версии — рог просто являлся вторичным половым признаком и никак не использовался своим хозяином.
Лицевая часть черепа кубанохоеруса сильно вытянута.

## Название

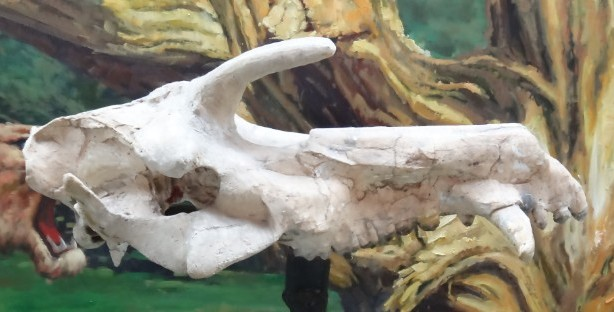
Ископаемый череп Kubanochoerus lantianensis

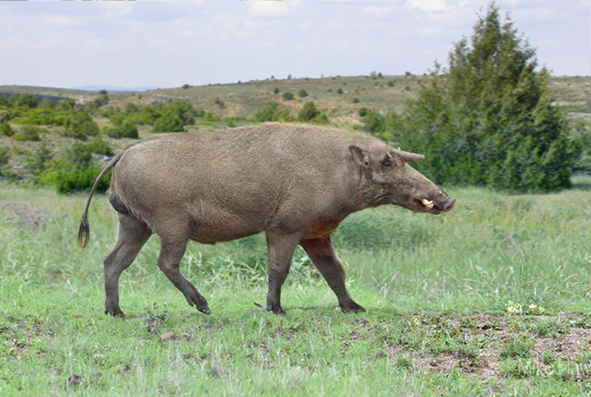
Реконструкция Kubanochoerus robustus

Род описал советский палеонтолог Л. К. Габуния в 1955 году. Родовое название kubano связано с названием местности первого нахождения ископаемых остатков кубанохоерусов — правым берегом реки Кубани у станицы Беломечётской Ставропольского края. Вторая часть названия — лат. choerus — «свинья» от др.-греч. χοῖρος.

## Классификация
По данным сайта Paleobiology Database, на октябрь 2020 года в род включают 2 вымерших вида:
- Kubanochoerus khinzikebirus Wilkinson, 1976
- Kubanochoerus marymuunguae Made, 1996

Согласно другим источникам, в род могут включать следующие вымершие виды:
- Kubanochoerus gigasv
- Kubanochoerus robustus Gabunia, 1955typus
- Kubanochoerus khinzikebirus
- Kubanochoerus minheensis
- Kubanochoerus lantianensis
- Kubanochoerus mancharensis
- Kubanochoerus parvus